# Піттсбург (аеропорт)
Міжнародний аеропорт Піттсбург (IATA: PIT, ICAO: KPIT, FAA ідент. місц.: PIT) — міжнародний цивільно-військовий аеропорт у містах Фіндлі та Мун (штат Пенсільванія). Розташований приблизно в 10 милях (15 км) на захід від центру Піттсбурга, це основний міжнародний аеропорт, який обслуговує Великий Піттсбург, а також прилеглі райони Західної Вірджинії та Огайо. Аеропорт належить та керується Управлінням аеропорту округу Аллегейні та пропонує пасажирські рейси до напрямків по всій Північній Америці та Європі. PIT має чотири злітно-посадкові смуги та охоплює 10 000 акрів (4 000 га).
Вперше відкритий у 1952 році, аеропорт спочатку обслуговував п'ять авіакомпаній і став невеликим хабом для Trans World Airlines на більш ніж два десятиліття. Аеропорт зазнав масштабної реконструкції та розширення вартістю 1 мільярд доларів США, що в значній мірі було розроблено за специфікацією авіакомпанії US Airways з метою перетворення його на один з головних хабів цієї авіакомпанії. Завершений у 1992 році, новий аеропорт був одним з найбільш інноваційних у світі, названий New York Times "аеропортом майбутнього", і допоміг започаткувати сучасний дизайн аеропорту з його Х-подібною формою для скорочення відстані між воротами, підземним трамваєм для перевезення пасажирів навколо аеропорту, а також безліччю торгових можливостей, які були передовими на той час. Наприкінці 1990-х років пасажиропотік сягнув піку у 20 мільйонів пасажирів, а в 2001 році US Air досягла піку в 542 рейси та 11 995 працівників в аеропорту, і аеропорт був важливим стовпом економіки Піттсбурга. Але спад авіаперевезень одразу після терактів 11 вересня серйозно зашкодив фінансовому стану US Airways.